# (3616) Глазунов
(3616) Глазунов (лат. Glazunov) — типичный астероид главного пояса, открыт 3 мая 1984 года советским астрономом Людмилой Журавлёвой в Крымской астрофизической обсерватории и 4 июня 1993 года назван в честь советского и российского художника Ильи Глазунова.

## Обнаружение и именование
(3616) Глазунов
Открыт 3 мая 1984 года в Научном Л. В. Журавлёвой.
Назван в честь известного русского художника Ильи Сергеевича Глазунова (1930— ).
Оригинальный текст (англ.)3616 Glazunov
Discovered 1984-05-03 by Zhuravleva, L. at Nauchnyj.
Named in honor of Il'ya Sergeevich Glazunov (1930— ), well-known Russian painter.
Источники: DISCOVERY.DB; M.P.C. 22245.

## Орбита

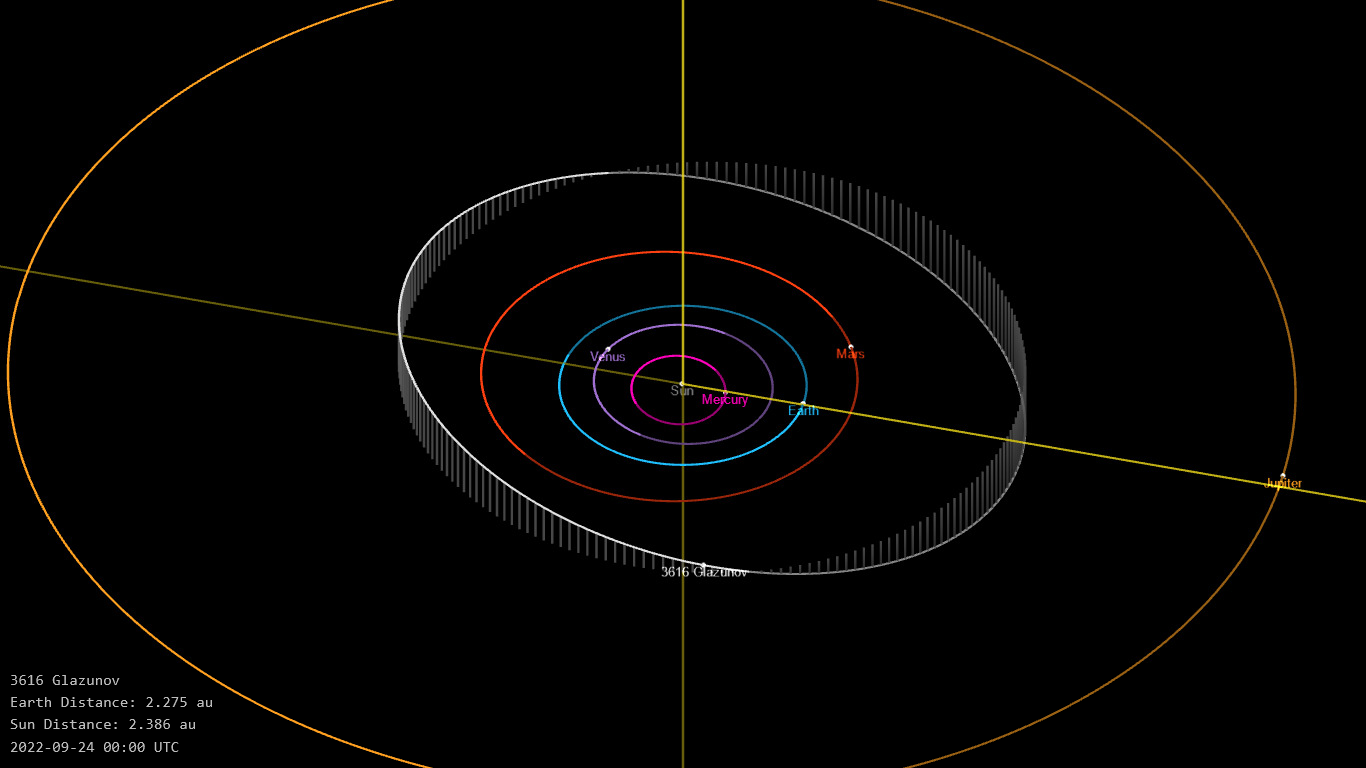
Орбита астероида Глазунов и его положение в Солнечной системе

## Физические характеристики
Астероид относится к таксономическому классу S.
По результатам наблюдений в видимом и ближнем инфракрасном диапазоне космического телескопа NEOWISE диаметр астероида сначала оценивался равным 10,343±0,139 км, позже — 9,811±0,145 км. Согласно тем же источникам альбедо оценивается как 0,2187±0,0320, 0,242±0,051.